# Singles de Mariah Carey
A seguir se apresenta a lista dos singles de Mariah Carey, uma cantora, compositora e produtora musical norte-americana. Durante toda a sua carreira, foram lançados cento e dois singles, dos quais nove a creditam como artista convidada e vinte e cinco são promocionais. O primeiro álbum da cantora, auto-intitulado, foi lançado em Junho de 1990. O single de estreia da cantora, "Vision of Love", atingiu a primeira posição da Billboard Hot 100 nos Estados Unidos e após ter registado vendas superiores a 35 mil unidades, recebeu o certificado de disco de ouro pela RIAA (atualmente o single foi certificado como platina pela RIAA), além de ter-se tornado um grande sucesso internacional em países como Austrália, onde também recebeu o certificado de disco de ouro. "Love Takes Time" e "Someday", os singles subsequentes, também atingiram o primeiro lugar da Hot 100 e receberam o certificado de disco de ouro pela RIAA. "I Don't Wanna Cry", o quarto single, conseguiu alcançar a primeira posição da tabela, o single recebeu o certificado de disco de ouro pela RIAA em novembro de 2022. Emotions (1991), o segundo álbum, gerou dois singles. Ao atingir o primeiro posto da Hot 100, a faixa-título registou Carey como a única artista a colocar cinco singles de estreia no primeiro lugar da tabela. "Can't Let Go", o segundo single, atingiu sua melhor colocação no segundo posto da tabela, e "Make It Happen", o terceiro single, alcançou a quinta colocação. A versão de "I'll Be There" inclusa no EP MTV Unplugged alcançou o topo da Hot 100 e recebeu o certificado de disco de ouro pela Australian Recording Industry Association (ARIA) e Recording Industry Association of New Zealand (RIANZ). "Dreamlover" e "Hero", os dois primeiros singles de Music Box, respectivamente, conseguiram posicionar-se na primeira posição nos Estados Unidos e tornaram-se nos primeiros da cantora a receber o certificado de disco de platina pela RIAA. A regravação de "Without You" tornou-se rapidamente um êxito, tendo posicionado-se no primeiro posto da Alemanha, Nova Zelândia e Reino Unido, e recebido os certificados de de platina na França e Alemanha. "Never Forget You" teve um impacto apenas nas tabelas nacionais, onde alcançou a terceira posição, fazendo de Carey a única artista a colocar doze canções de estreia nas cinco melhores posições. "All I Want for Christmas Is You", o primeiro single de Merry Christmas, tornou-se um sucesso após mais de 20 anos, atualmente alcançando a segunda colocação na Austrália e primeira posição no Reino Unido, além de noves semanas na primeira posição da Hot 100, o single recebeu certificado de 6x platina no Reino Unido (música feminina mais certificada no país), certificado de diamante pelas 10 milhões de copias nos Estados Unidos, além de ter vendido mais de 30 milhões de unidades no mundo, tornando-se na canção de natal moderna mais vendida de sempre.Daydream foi lançado em 1995. O single "Fantasy" foi o segundo por um artista e o primeiro por uma artista feminina a estrear no topo da Hot 100. "One Sweet Day", uma colaboração com a banda Boyz II Men, também estreou no número um, o que fez de Carey a primeira artista a estrear dois singles consecutivos na primeira colocação da Hot 100. "Always Be My Baby" conseguiu liderar a tabela dos Estados Unidos e alcançou o terceiro lugar no Reino Unido. "Honey", primeiro single de Butterfly, estreou no primeiro posto da Hot 100, fazendo de Carey a única artista a estrear três singles no topo da tabela. Após o embarque de mais um milhão de exemplares, foi certificada com disco de platina pela RIAA. O single subsequente, "Butterfly", não conseguiu traçar na tabela nacional porque não foi disponibilizado como um lançamento comercial. Contudo, teve um desempenho moderado em outros países, tendo posicionado-se no número 22 no Reino Unido e no número 15 na Nova Zelândia. Os dois singles seguintes, "The Roof (Back in Time)" e "Breakdown", respectivamente, também não foram lançados para comercialização nos Estados Unidos. Após ter atingido a quarta posição na Nova Zelândia, "Breakdown" recebeu o certificado de disco de ouro pela RIANZ. O quinto e último single, "My All", posicionou-se no primeiro lugar da Hot 100 e foi certificado com disco de platina pela RIAA, o que rendeu a Carey novamente a colocação de cinco singles consecutivos no primeiro lugar da tabela. "When You Believe" (1998), um dueto com Whitney Houston, teve um desempenho moderado nos Estados Unidos, atingido o pico dentro das vinte melhores posições. Na Europa, teve um desempenho maior, posicionando-se dentro das cinco melhores colocações na França, Suiça e Reino Unido. Rainbow, o sétimo álbum de estúdio, gerou seis singles. "Heartbreaker" tornou-se um sucesso no mundo, tornando-se na décima quarta canção da artista a atingir o topo da Hot 100 e na sexta a conseguir esse feito na Nova Zelândia. "Thank God I Found You" também conseguiu liderar a tabela dos Estados Unidos e recebeu o certificado de disco de ouro pela RIAA. Carey foi a única artista a posicionar singles no primeiro posto da Hot 100 em cada ano da década de 1990. Em 2001, foi lançado Glitter. O primeiro single, "Loverboy", teve um bom desempenho nos Estados Unidos, alcançado a segunda colocação e sendo o mais vendido desse ano. No ano seguinte foi lançado Charmbracelet, cujo primeiro single, "Through the Rain", teve um desempenho considerado fraco nos Estados Unidos e recebeu o certificado de disco de ouro no Canadá. Carey fez uma participação no single "I Know What You Want", do rapper Busta Rhymes. A canção teve um bom desempenho na Hot 100, atingindo o pico na terceira colocação. The Emancipation of Mimi, o décimo álbum de estúdio da intérprete, gerou a canção de maior sucesso da década de 2000 nos Estados Unidos, "We Belong Together", que ocupou o primeiro posto da tabela nacional por 14 semanas consecutivas. "Shake It Off" e "Don't Forget About Us", dois singles do disco, alcançaram também boas posições nos Estados Unidos. "Touch My Body", single de E=MC² (2008), tornou-se o décimo oitavo primeiro lugar conquistado por uma de suas canções na Hot 100, o que fez dela a artista feminina com o maior total de números uns na tabela e a segunda artista com mais números uns na tabela, perdendo apenas para The Beatles. "Bye Bye" e "I'll Be Lovin' U Long Time", o último com participação de T.I., também conseguiram alcançar bons postos nas tabelas. Memoirs of an Imperfect Angel, o décimo segundo trabalho de estúdio, lançou cinco singles: "Obsessed", que alcançou a sétima posição nos Estados Unidos e foi certificado com um disco de platina, "I Want to Know What Love Is", "H.A.T.E.U.", "Up Out My Face" e "Angels Cry" — os dois últimos com participação de Nicki Minaj e Ne-Yo, respectivamente. No início de 2013, Carey "Almost Home" para a banda sonora de Oz: The Great and Powerful (2013). Na sua primeira semana de comercialização, vendeu 19 mil unidades digitais, um número insuficiente para que conseguisse entrar na Hot 100. "#Beautiful", com participação de Miguel, foi lançada como o primeiro single de Me. I Am Mariah... The Elusive Chanteuse. Atingiu o seu pico no número quinze dos EUA. "Infinity", o único single lançado de #1 to Infinity (2015), estreou no posto 82 nos EUA. Até hoje Carey já vendeu mais de 160 milhões de singles no mundo todo.

## Como artista principal

### Década de 1990
| Ano                                                                                                   | Canção                                                     | Posições de pico nas tabelas musicais | Posições de pico nas tabelas musicais | Posições de pico nas tabelas musicais | Posições de pico nas tabelas musicais | Posições de pico nas tabelas musicais | Posições de pico nas tabelas musicais | Posições de pico nas tabelas musicais | Posições de pico nas tabelas musicais | Posições de pico nas tabelas musicais | Posições de pico nas tabelas musicais | Vendas                                                                | Certificações                                                                                                | Álbum           |
| Ano                                                                                                   | Canção                                                     | EUA                                   | EUA AC                                | EUA R&B/ HH                           | AUS                                   | CAN                                   | FRA                                   | ALE                                   | PB                                    | NZL                                   | RU                                    | Vendas                                                                | Certificações                                                                                                | Álbum           |
| --- | ---------------------------------------------------------- | ------------------------------------- | ------------------------------------- | ------------------------------------- | ------------------------------------- | ------------------------------------- | ------------------------------------- | ------------------------------------- | ------------------------------------- | ------------------------------------- | ------------------------------------- | --------------------------------------------------------------------- | --- | --------------- |
| 1990                                                                                                  | "Vision of Love"                                           | 1                                     | 1                                     | 1                                     | 9                                     | 1                                     | 25                                    | 17                                    | 8                                     | 1                                     | 9                                     | - EUA: 500 000 - RU: 170 000                                          | - RIAA: Platina - ARIA: Ouro - RMNZ: Ouro                                                                    | Mariah Carey    |
| 1990                                                                                                  | "Love Takes Time"                                          | 1                                     | 1                                     | 1                                     | 14                                    | 2                                     | —                                     | 57                                    | 24                                    | 9                                     | 37                                    |                                                                       | - RIAA: Ouro - ARIA: Ouro                                                                                    | Mariah Carey    |
| 1991                                                                                                  | "Someday"                                                  | 1                                     | 5                                     | 3                                     | 44                                    | 1                                     | 38                                    | —                                     | 21                                    | 14                                    | 38                                    |                                                                       | - RIAA: Ouro                                                                                                 | Mariah Carey    |
| 1991                                                                                                  | "I Don't Wanna Cry"                                        | 1                                     | 1                                     | 2                                     | 49                                    | 2                                     | —                                     | —                                     | —                                     | 13                                    | —                                     |                                                                       | | Mariah Carey    |
| 1991                                                                                                  | "There's Got to Be a Way"                                  | —                                     | —                                     | —                                     | —                                     | —                                     | —                                     | —                                     | —                                     | —                                     | 54                                    |                                                                       | | Mariah Carey    |
| 1991                                                                                                  | "Emotions"                                                 | 1                                     | 3                                     | 1                                     | 11                                    | 1                                     | —                                     | 39                                    | 13                                    | 3                                     | 17                                    |                                                                       | - RIAA: Platina - ARIA: Ouro - RMNZ: Ouro                                                                    | Emotions        |
| 1991                                                                                                  | "Can't Let Go"                                             | 2                                     | 1                                     | 2                                     | 63                                    | 3                                     | —                                     | —                                     | 77                                    | 21                                    | 20                                    |                                                                       | | Emotions        |
| 1992                                                                                                  | "Make It Happen"                                           | 5                                     | 13                                    | 7                                     | 35                                    | 7                                     | —                                     | 74                                    | 59                                    | —                                     | 17                                    |                                                                       | | Emotions        |
| 1992                                                                                                  | "I'll Be There" (com participação de Trey Lorenz)          | 1                                     | 1                                     | 11                                    | 9                                     | 1                                     | 16                                    | 33                                    | 1                                     | 1                                     | 2                                     | - RU: 345 000                                                         | - RIAA: Ouro - ARIA: Platina - RMNZ: Ouro                                                                    | MTV Unplugged   |
| 1992                                                                                                  | "If It's Over"                                             | —                                     | —                                     | —                                     | 115                                   | —                                     | —                                     | —                                     | 80                                    | —                                     | —                                     |                                                                       | | MTV Unplugged   |
| 1993                                                                                                  | "Dreamlover"                                               | 1                                     | 2                                     | 2                                     | 7                                     | 1                                     | 49                                    | 39                                    | 9                                     | 2                                     | 9                                     | - EUA: 935 000 - RU: 150 000                                          | - RIAA: Platina - ARIA: 6× Platina - RMNZ: Ouro                                                              | Music Box       |
| 1993                                                                                                  | "Hero"                                                     | 1                                     | 2                                     | 5                                     | 7                                     | 3                                     | 5                                     | 41                                    | 13                                    | 2                                     | 7                                     | - EUA: 1 813 000 - FRA: 125 000 - RU: 270 000                         | - RIAA: 2× Platina - ARIA: 2× Platina - BPI: Silver - RMNZ: Platina - SNEP: Ouro                             | Music Box       |
| 1994                                                                                                  | "Without You"                                              | 3                                     | 4                                     | 7                                     | 3                                     | 4                                     | 2                                     | 1                                     | 1                                     | 1                                     | 1                                     | - EUA: 600 000 - FRA: 250 000 - RU: 490 000                           | - RIAA: Platina - ARIA: 2× Platina - BPI: Platina - BVMI: Platina - NVPI: Platina - RMNZ: Ouro - SNEP: Ouro  | Music Box       |
| 1994                                                                                                  | "Never Forget You"                                         | 3                                     | —                                     | 7                                     | —                                     | —                                     | —                                     | —                                     | —                                     | —                                     | —                                     |                                                                       | | Music Box       |
| 1994                                                                                                  | "Anytime You Need a Friend"                                | 12                                    | 5                                     | 22                                    | 12                                    | 5                                     | 12                                    | 41                                    | 11                                    | 5                                     | 8                                     | - RU: 100 000                                                         | - ARIA: Ouro - RMNZ: Ouro                                                                                    | Music Box       |
| 1994                                                                                                  | "Endless Love" (com Luther Vandross)                       | 2                                     | 11                                    | 7                                     | 2                                     | 6                                     | 12                                    | 14                                    | 6                                     | 1                                     | 3                                     | - RU: 230 000                                                         | - RIAA: Platina - ARIA: Platina - BPI: Prata - RMNZ: Platina                                                 | Songs           |
| 1994                                                                                                  | "All I Want for Christmas Is You"                          | 1                                     | 6                                     | —                                     | 1                                     | 1                                     | 1                                     | 1                                     | 1                                     | 1                                     | 1                                     | - Mundo: 16 000 000 - JAP: 1 300 000 - EUA: 3 700 000 - RU: 1 200 000 | - RIAA: Diamante - ARIA: 8× Platina - MC: 7× Platina - BVMI: 2× Platina - BPI: 6× Platina - RMNZ: 3× Platina | Merry Christmas |
| 1994                                                                                                  | "Miss You Most (At Christmas Time)"                        | —                                     | —                                     | —                                     | —                                     | —                                     | —                                     | —                                     | —                                     | —                                     | —                                     |                                                                       | | Merry Christmas |
| 1995                                                                                                  | "Fantasy"                                                  | 1                                     | 8                                     | 1                                     | 1                                     | 1                                     | 5                                     | 17                                    | 10                                    | 1                                     | 4                                     | - EUA: 2 245 000 - FRA: 125 000 - RU: 280 000                         | - RIAA: 5× Platina - ARIA: 3× Platina - BPI: Platina - RMNZ: Platina - SNEP: Ouro                            | Daydream        |
| 1995                                                                                                  | "One Sweet Day" (com Boyz II Men)                          | 1                                     | 1                                     | 2                                     | 2                                     | 1                                     | 5                                     | 25                                    | 2                                     | 1                                     | 6                                     | - EUA: 2 335 000 - RU: 255 000                                        | - RIAA: 3× Platina - ARIA: 3× Platina - BPI: Ouro - RMNZ: Platina - SNEP: Ouro                               | Daydream        |
| 1995                                                                                                  | "Joy to the World"                                         | —                                     | —                                     | —                                     | 33                                    | —                                     | —                                     | —                                     | —                                     | —                                     | —                                     |                                                                       | | Merry Christmas |
| 1995                                                                                                  | "Open Arms"                                                | —                                     | —                                     | —                                     | 27                                    | —                                     | 29                                    | 65                                    | 15                                    | 8                                     | 4                                     | - RU: 105 000                                                         | | Daydream        |
| 1996                                                                                                  | "Always Be My Baby"                                        | 1                                     | 2                                     | 1                                     | 17                                    | 1                                     | —                                     | 76                                    | 27                                    | 5                                     | 3                                     | - EUA: 2,144000 - RU: 220 000                                         | - RIAA: 5× Platina - ARIA: 2× Platina - BPI: Ouro - RMNZ: Ouro                                               | Daydream        |
| 1996                                                                                                  | "Forever"                                                  | —                                     | 2                                     | —                                     | 77                                    | 11                                    | —                                     | —                                     | 47                                    | 40                                    | —                                     |                                                                       | | Daydream        |
| 1996                                                                                                  | "Underneath the Stars"                                     | —                                     | —                                     | —                                     | —                                     | —                                     | —                                     | —                                     | —                                     | —                                     | —                                     |                                                                       | | Daydream        |
| 1997                                                                                                  | "Honey"                                                    | 1                                     | —                                     | 2                                     | 8                                     | 1                                     | 39                                    | 38                                    | 15                                    | 3                                     | 3                                     | - EUA: 1 276 000 - RU: 165 000                                        | - RIAA: 2× Platina - ARIA: Platina - BPI: Prata - RMNZ: Ouro                                                 | Butterfly       |
| 1997                                                                                                  | "Butterfly"                                                | —                                     | 11                                    | —                                     | 27                                    | 22                                    | 43                                    | 76                                    | 52                                    | 15                                    | 22                                    |                                                                       | | Butterfly       |
| 1998                                                                                                  | "The Roof (Back in Time)"                                  | —                                     | —                                     | —                                     | —                                     | —                                     | —                                     | —                                     | 63                                    | —                                     | 87                                    |                                                                       | | Butterfly       |
| 1998                                                                                                  | "Breakdown" (com participação de Krayzie Bone e Wish Bone) | —                                     | —                                     | 4                                     | 38                                    | —                                     | —                                     | —                                     | —                                     | 4                                     | 98                                    |                                                                       | - RIAA: Ouro - RMNZ: Ouro                                                                                    | Butterfly       |
| 1998                                                                                                  | "My All"                                                   | 1                                     | 18                                    | 4                                     | 39                                    | 12                                    | 6                                     | 30                                    | 32                                    | 21                                    | 4                                     | - EUA: 1 484 000 - FRA: 125 000 - RU: 160 000                         | - RIAA: Platina - BPI: Prata - SNEP: Ouro - ARIA: Ouro                                                       | Butterfly       |
| 1998                                                                                                  | "Sweetheart" (com JD)                                      | —                                     | —                                     | —                                     | —                                     | —                                     | —                                     | 15                                    | 22                                    | —                                     | —                                     |                                                                       | | #1's            |
| 1998                                                                                                  | "When You Believe" (com Whitney Houston)                   | 15                                    | 3                                     | 33                                    | 13                                    | 20                                    | 5                                     | 8                                     | 4                                     | 8                                     | 4                                     | - RU: 260 000                                                         | - RIAA: Platina - ARIA: Ouro - BPI: Ouro - BVMI: Ouro - SNEP: Ouro                                           | #1's            |
| 1999                                                                                                  | "I Still Believe"                                          | 4                                     | 8                                     | 3                                     | 54                                    | 9                                     | 33                                    | 58                                    | 51                                    | 24                                    | 16                                    | - EUA: 860 000                                                        | - RIAA: Platina                                                                                              | #1's            |
| 1999                                                                                                  | "Heartbreaker" (com participação de Jay-Z)                 | 1                                     | —                                     | 1                                     | 10                                    | 1                                     | 4                                     | 9                                     | 7                                     | 1                                     | 5                                     | - EUA: 855 000 - FRA: 250 000 - RU: 190 000                           | - RIAA: Platina - ARIA: Platina - BPI: Ouro - RMNZ: Platina - SNEP: Ouro                                     | Rainbow         |
| "—" denota itens que não conseguiram entrar nas tabelas musicais ou não foram lançados no território. |                                                            |                                       |                                       |                                       |                                       |                                       |                                       |                                       |                                       |                                       |                                       |                                                                       | |                 |

1. ↑  "There's Got to Be a Way" foi apenas divulgada como single no Reino Unido e nos Países Baixos.[17]

### Década de 2000
| Ano                                                                                                   | Canção                                                                     | Posições de pico nas tabelas musicais | Posições de pico nas tabelas musicais | Posições de pico nas tabelas musicais | Posições de pico nas tabelas musicais | Posições de pico nas tabelas musicais | Posições de pico nas tabelas musicais | Posições de pico nas tabelas musicais | Posições de pico nas tabelas musicais | Posições de pico nas tabelas musicais | Posições de pico nas tabelas musicais | Vendas                                       | Certificações                                                  | Álbum                         |
| Ano                                                                                                   | Canção                                                                     | EUA                                   | EUA Dance                             | EUA R&B/ HH                           | AUS                                   | CAN                                   | FRA                                   | ALE                                   | PB                                    | NZL                                   | RU                                    | Vendas                                       | Certificações                                                  | Álbum                         |
| --- | -------------------------------------------------------------------------- | ------------------------------------- | ------------------------------------- | ------------------------------------- | ------------------------------------- | ------------------------------------- | ------------------------------------- | ------------------------------------- | ------------------------------------- | ------------------------------------- | ------------------------------------- | -------------------------------------------- | -------------------------------------------------------------- | ----------------------------- |
| 2000                                                                                                  | "Thank God I Found You" (com participação de Joe e 98 Degrees)             | 1                                     | —                                     | 1                                     | 27                                    | 2                                     | 28                                    | 28                                    | 23                                    | 34                                    | 10                                    | - EUA: 687 000                               | - RIAA: Ouro                                                   | Rainbow                       |
| 2000                                                                                                  | "Crybaby" (com participação de Snoop Dogg)                                 | 28                                    | —                                     | 23                                    | —                                     | 4                                     | —                                     | —                                     | —                                     | —                                     | —                                     | - EUA: 54 000                                |                                                                | Rainbow                       |
| 2000                                                                                                  | "Can't Take That Away (Mariah's Theme)"                                    | —                                     | 6                                     | —                                     | —                                     | —                                     | —                                     | —                                     | 65                                    | —                                     | —                                     |                                              |                                                                | Rainbow                       |
| 2000                                                                                                  | "Against All Odds" (solo / com participação de Westlife)                   | —                                     | —                                     | —                                     | 52                                    | —                                     | 18                                    | 29                                    | 20                                    | —                                     | 1                                     | - RU: 370 000                                | - BPI: Ouro                                                    | Rainbow                       |
| 2001                                                                                                  | "Loverboy" (com participação de Cameo)                                     | 2                                     | 45                                    | 1                                     | 7                                     | 3                                     | 54                                    | 57                                    | 34                                    | —                                     | 12                                    | - EUA: 570 000                               | - RIAA: Ouro - ARIA: Ouro                                      | Glitter                       |
| 2001                                                                                                  | "Reflections (Care Enough)"                                                | —                                     | —                                     | —                                     | —                                     | —                                     | —                                     | —                                     | —                                     | —                                     | —                                     |                                              |                                                                | Glitter                       |
| 2001                                                                                                  | "Never Too Far"                                                            | —                                     | —                                     | —                                     | 36                                    | —                                     | —                                     | 97                                    | 67                                    | —                                     | 32                                    |                                              |                                                                | Glitter                       |
| 2001                                                                                                  | "Don't Stop (Funkin' 4 Jamaica)" (com participação de Mystikal)            | —                                     | —                                     | 42                                    | 36                                    | —                                     | —                                     | 97                                    | 67                                    | —                                     | 32                                    |                                              |                                                                | Glitter                       |
| 2001                                                                                                  | "Never Too Far/Hero Medley"                                                | 81                                    | —                                     | 66                                    | —                                     | —                                     | —                                     | —                                     | —                                     | —                                     | —                                     |                                              |                                                                | Greatest Hits                 |
| 2002                                                                                                  | "Through the Rain"                                                         | 81                                    | 1                                     | 69                                    | 15                                    | 5                                     | 22                                    | 36                                    | 9                                     | 37                                    | 8                                     | - EUA: 88 000                                | - MC: Ouro                                                     | Charmbracelet                 |
| 2003                                                                                                  | "I Know What You Want" (com Busta Rhymes e participação de Flipmode Squad) | 3                                     | —                                     | 2                                     | 3                                     | 5                                     | 25                                    | 9                                     | 4                                     | 7                                     | 3                                     | - RU: 175 000                                | - RIAA: Platina - ARIA: Platina - RMNZ: Ouro - BPI: Prata      | The Remixes                   |
| 2003                                                                                                  | "Boy (I Need You)" (com participação de Cam'ron)                           | —                                     | —                                     | 68                                    | 29                                    | 32                                    | 51                                    | 73                                    | 35                                    | 45                                    | 17                                    |                                              |                                                                | Charmbracelet                 |
| 2003                                                                                                  | "Bringin' On the Heartbreak"                                               | —                                     | 5                                     | —                                     | —                                     | —                                     | —                                     | —                                     | —                                     | —                                     | —                                     |                                              |                                                                | Charmbracelet                 |
| 2005                                                                                                  | "It's Like That"                                                           | 16                                    | 1                                     | 17                                    | 9                                     | —                                     | 16                                    | 14                                    | 13                                    | 21                                    | 4                                     |                                              | - RIAA: Ouro - ARIA: Ouro - BPI: Prata                         | The Emancipation of Mimi      |
| 2005                                                                                                  | "We Belong Together"                                                       | 1                                     | 1                                     | 1                                     | 1                                     | —                                     | 12                                    | 11                                    | 3                                     | 2                                     | 2                                     | - EUA: 1 679 000                             | - RIAA: 4× Platina - ARIA: Platina - BPI: Platina - RMNZ: Ouro | The Emancipation of Mimi      |
| 2005                                                                                                  | "Shake It Off"                                                             | 2                                     | 23                                    | 2                                     | 6                                     | —                                     | —                                     | —                                     | —                                     | 5                                     | 9                                     | - EUA: 829 000                               | - RIAA: Platina - ARIA: Ouro                                   | The Emancipation of Mimi      |
| 2005                                                                                                  | "Get Your Number" (com participação de Jermaine Dupri)                     | —                                     | —                                     | —                                     | 19                                    | —                                     | —                                     | 27                                    | 10                                    | 14                                    | 9                                     |                                              |                                                                | The Emancipation of Mimi      |
| 2005                                                                                                  | "Don't Forget About Us"                                                    | 1                                     | 1                                     | 1                                     | 12                                    | —                                     | —                                     | 41                                    | 27                                    | 12                                    | 11                                    |                                              | - RIAA: Platina                                                | The Emancipation of Mimi      |
| 2006                                                                                                  | "Fly Like a Bird"                                                          | —                                     | —                                     | 19                                    | —                                     | —                                     | —                                     | —                                     | —                                     | —                                     | —                                     |                                              |                                                                | The Emancipation of Mimi      |
| 2006                                                                                                  | "Say Somethin'" (com participação de Snoop Dogg)                           | 79                                    | 1                                     | —                                     | 26                                    | —                                     | —                                     | 63                                    | —                                     | —                                     | 27                                    |                                              |                                                                | The Emancipation of Mimi      |
| 2008                                                                                                  | "Touch My Body"                                                            | 1                                     | 1                                     | 2                                     | 17                                    | 2                                     | 16                                    | 7                                     | 20                                    | 3                                     | 5                                     | - EUA: 1 622 000 - FRA: 14 380 - RU: 120 000 | - RIAA: 2× Platina - BPI: Prata                                | E=MC²                         |
| 2008                                                                                                  | "Bye Bye"                                                                  | 19                                    | —                                     | 33                                    | 53                                    | 34                                    | —                                     | 70                                    | —                                     | 7                                     | 30                                    | - EUA: 598 000                               | - RIAA: Platina                                                | E=MC²                         |
| 2008                                                                                                  | "I'll Be Lovin' U Long Time"                                               | 58                                    | —                                     | 36                                    | —                                     | 69                                    | —                                     | —                                     | —                                     | —                                     | 84                                    |                                              |                                                                | E=MC²                         |
| 2008                                                                                                  | "Right to Dream"                                                           | —                                     | —                                     | —                                     | —                                     | —                                     | —                                     | —                                     | —                                     | —                                     | —                                     |                                              |                                                                | Não incluso em álbum          |
| 2008                                                                                                  | "I Stay in Love"                                                           | —                                     | 1                                     | 81                                    | —                                     | —                                     | —                                     | —                                     | —                                     | —                                     | 95                                    |                                              |                                                                | E=MC²                         |
| 2009                                                                                                  | "Obsessed"                                                                 | 7                                     | 1                                     | 12                                    | 13                                    | 15                                    | 8                                     | —                                     | 61                                    | 21                                    | 52                                    | - EUA: 1 764 000                             | - RIAA: 3× Platina - BPI: Prata - ARIA: Ouro                   | Memoirs of an Imperfect Angel |
| 2009                                                                                                  | "I Want to Know What Love Is"                                              | 60                                    | 2                                     | 40                                    | 45                                    | 57                                    | 6                                     | 37                                    | —                                     | —                                     | 19                                    | - FRA: 39 720                                |                                                                | Memoirs of an Imperfect Angel |
| 2009                                                                                                  | "H.A.T.E.U."                                                               | —                                     | —                                     | 72                                    | —                                     | —                                     | —                                     | —                                     | —                                     | —                                     | —                                     |                                              |                                                                | Memoirs of an Imperfect Angel |
| "—" denota itens que não conseguiram entrar nas tabelas musicais ou não foram lançados no território. |                                                                            |                                       |                                       |                                       |                                       |                                       |                                       |                                       |                                       |                                       |                                       |                                              |                                                                |                               |

### Década de 2010
| Ano                                                                                                   | Canção                                                                | Posições de pico nas tabelas musicais | Posições de pico nas tabelas musicais | Posições de pico nas tabelas musicais | Posições de pico nas tabelas musicais | Posições de pico nas tabelas musicais | Posições de pico nas tabelas musicais | Posições de pico nas tabelas musicais | Posições de pico nas tabelas musicais | Posições de pico nas tabelas musicais | Posições de pico nas tabelas musicais | Vendas                         | Certificações                                                | Álbum                                                          |
| Ano                                                                                                   | Canção                                                                | EUA                                   | EUA AC                                | EUA R&B/ HH                           | AUS                                   | CAN                                   | FRA                                   | JAP                                   | NZL                                   | ESP                                   | RU                                    | Vendas                         | Certificações                                                | Álbum                                                          |
| --- | --------------------------------------------------------------------- | ------------------------------------- | ------------------------------------- | ------------------------------------- | ------------------------------------- | ------------------------------------- | ------------------------------------- | ------------------------------------- | ------------------------------------- | ------------------------------------- | ------------------------------------- | ------------------------------ | ------------------------------------------------------------ | -------------------------------------------------------------- |
| 2010                                                                                                  | "Up Out My Face" (com participação de Nicki Minaj)                    | 100                                   | —                                     | 39                                    | —                                     | —                                     | —                                     | —                                     | —                                     | —                                     | —                                     |                                |                                                              | Memoirs of an Imperfect Angel                                  |
| 2010                                                                                                  | "Angels Cry" (com participação de Ne-Yo)                              | —                                     | 26                                    | 90                                    | —                                     | —                                     | —                                     | 89                                    | —                                     | —                                     | 81                                    |                                |                                                              | Memoirs of an Imperfect Angel                                  |
| 2010                                                                                                  | "Oh Santa!"                                                           | 100                                   | 1                                     | —                                     | —                                     | 73                                    | —                                     | 26                                    | —                                     | —                                     | —                                     |                                |                                                              | Merry Christmas II You                                         |
| 2010                                                                                                  | "Auld Lang Syne (The New Year's Anthem)"                              | —                                     | —                                     | —                                     | —                                     | —                                     | —                                     | —                                     | —                                     | —                                     | —                                     |                                |                                                              | Merry Christmas II You                                         |
| 2011                                                                                                  | "When Christmas Comes" (com John Legend)                              | —                                     | —                                     | 59                                    | —                                     | —                                     | —                                     | 57                                    | —                                     | —                                     | —                                     |                                |                                                              | Merry Christmas II You                                         |
| 2011                                                                                                  | "All I Want for Christmas Is You (SuperFestive!)" (com Justin Bieber) | 86                                    | 3                                     | —                                     | —                                     | 61                                    | —                                     | 19                                    | —                                     | 34                                    | 148                                   |                                | - RIAA: Ouro                                                 | Under the Mistletoe                                            |
| 2012                                                                                                  | "Triumphant (Get 'Em)" (com participação de Rick Ross and Meek Mill)  | —                                     | —                                     | 53                                    | —                                     | —                                     | —                                     | 48                                    | —                                     | 36                                    | 144                                   |                                |                                                              | Não incluso em álbum                                           |
| 2013                                                                                                  | "Almost Home"                                                         | —                                     | 20                                    | —                                     | —                                     | —                                     | 185                                   | 59                                    | —                                     | 41                                    | —                                     |                                |                                                              | Oz the Great and Powerful (Original Motion Picture Soundtrack) |
| 2013                                                                                                  | "#Beautiful" (com participação de Miguel)                             | 15                                    | 23                                    | 3                                     | 6                                     | 27                                    | 41                                    | 77                                    | 10                                    | 22                                    | 22                                    | - EUA: 1 200 000 - RU: 170 000 | - RIAA: 2× Platina - ARIA: Platina - BPI: Prata - RMNZ: Ouro | Me. I Am Mariah... The Elusive Chanteuse                       |
| 2013                                                                                                  | "The Art of Letting Go"                                               | —                                     | —                                     | 46                                    | 82                                    | —                                     | 84                                    | —                                     | —                                     | 29                                    | 90                                    |                                |                                                              | Me. I Am Mariah... The Elusive Chanteuse                       |
| 2014                                                                                                  | "You're Mine (Eternal)"                                               | 88                                    | 26                                    | 24                                    | —                                     | —                                     | 96                                    | 91                                    | —                                     | 21                                    | 87                                    | - EUA: 56 000                  |                                                              | Me. I Am Mariah... The Elusive Chanteuse                       |
| 2014                                                                                                  | "You Don't Know What to Do" (com participação de Wale)                | —                                     | —                                     | —                                     | —                                     | —                                     | —                                     | —                                     | —                                     | —                                     | —                                     |                                |                                                              | Me. I Am Mariah... The Elusive Chanteuse                       |
| 2015                                                                                                  | "Infinity"                                                            | 82                                    | —                                     | 28                                    | —                                     | —                                     | 85                                    | 43                                    | —                                     | 18                                    | 154                                   |                                |                                                              | #1 to Infinity                                                 |
| 2017                                                                                                  | "I Don't" (com participação de YG)                                    | 89                                    | —                                     | 35                                    | —                                     | 96                                    | 102                                   | —                                     | —                                     | —                                     | —                                     |                                |                                                              | Não incluso em álbum                                           |
| 2018                                                                                                  | "With You"                                                            | —                                     | 7                                     | —                                     | —                                     | —                                     | —                                     | —                                     | —                                     | —                                     | —                                     |                                |                                                              | Caution                                                        |
| 2019                                                                                                  | "A No No"                                                             | —                                     | —                                     | —                                     | —                                     | —                                     | —                                     | —                                     | —                                     | —                                     | —                                     |                                |                                                              | Caution                                                        |
| 2019                                                                                                  | "In the Mix"                                                          | —                                     | —                                     | —                                     | —                                     | —                                     | —                                     | —                                     | —                                     | —                                     | —                                     |                                |                                                              | Não incluso em álbum                                           |
| "—" denota itens que não conseguiram entrar nas tabelas musicais ou não foram lançados no território. |                                                                       |                                       |                                       |                                       |                                       |                                       |                                       |                                       |                                       |                                       |                                       |                                |                                                              |                                                                |

### Década de 2020
| Ano                                                                                                   | Canção                                                                    | Posições de pico nas tabelas musicais | Posições de pico nas tabelas musicais | Posições de pico nas tabelas musicais | Posições de pico nas tabelas musicais | Posições de pico nas tabelas musicais | Posições de pico nas tabelas musicais | Posições de pico nas tabelas musicais | Posições de pico nas tabelas musicais | Posições de pico nas tabelas musicais | Posições de pico nas tabelas musicais | Vendas        | Certificações | Álbum                                    |
| Ano                                                                                                   | Canção                                                                    | EUA                                   | EUA AC                                | EUA R&B/ HH                           | CAN                                   | ALE                                   | HUN                                   | IRL                                   | JAP                                   | ESC                                   | RU                                    | Vendas        | Certificações | Álbum                                    |
| --- | ------------------------------------------------------------------------- | ------------------------------------- | ------------------------------------- | ------------------------------------- | ------------------------------------- | ------------------------------------- | ------------------------------------- | ------------------------------------- | ------------------------------------- | ------------------------------------- | ------------------------------------- | ------------- | ------------- | ---------------------------------------- |
| 2020                                                                                                  | "Save the Day" (com Lauryn Hill)                                          | —                                     | —                                     | —                                     | —                                     | —                                     | 23                                    | —                                     | —                                     | 46                                    | —                                     |               |               | The Rarities                             |
| 2020                                                                                                  | "Out Here on My Own"                                                      | —                                     | —                                     | —                                     | —                                     | —                                     | —                                     | —                                     | —                                     | —                                     | —                                     |               |               | The Rarities                             |
| 2020                                                                                                  | "Oh Santa!" (com participação de Ariana Grande e Jennifer Hudson)         | 76                                    | 13                                    | 20                                    | 60                                    | 53                                    | —                                     | 70                                    | —                                     | —                                     | 67                                    | - EUA: 10 000 |               | Mariah Carey's Magical Christmas Special |
| 2020                                                                                                  | "Here We Go Around Again"                                                 | —                                     | —                                     | —                                     | —                                     | —                                     | —                                     | —                                     | 56                                    | —                                     | —                                     |               |               | The Rarities                             |
| 2021                                                                                                  | "Fall in Love at Christmas" (com Khalid e Kirk Franklin)                  | —                                     | —                                     | —                                     | —                                     | —                                     | 19                                    | —                                     | —                                     | —                                     | —                                     |               |               | Não incluso em álbum                     |
| 2022                                                                                                  | "Big Energy (Remix)" (Latto & Mariah Carey com participação de DJ Khaled) | —                                     | —                                     | —                                     | —                                     | —                                     | —                                     | —                                     | —                                     | —                                     | —                                     |               |               | 777                                      |
| "—" denota itens que não conseguiram entrar nas tabelas musicais ou não foram lançados no território. |                                                                           |                                       |                                       |                                       |                                       |                                       |                                       |                                       |                                       |                                       |                                       |               |               |                                          |

## Como artista convidada
| 2000                                                                                                  | "Things That U Do" (Jay-Z com participação de Mariah Carey)                       | —  | —  | — | —  | — | Vol. 3... Life and Times of S. Carter      |
| 2004                                                                                                  | "U Make Me Wanna" (Jadakiss com participação de Mariah Carey)                     | 21 | 8  | — | 55 | — | Kiss of Death                              |
| 2006                                                                                                  | "So Lonely" (Twista com participação de Mariah Carey)                             | —  | 65 | — | —  |   | The Day After                              |
| 2007                                                                                                  | "Lil' L.O.V.E." (Bone Thugs-n-Harmony com participação de Mariah Carey e Bow Wow) | —  | 66 | — | —  | 6 | Strength & Loyalty                         |
| 2009                                                                                                  | "My Love" (The-Dream com participação de Mariah Carey)                            | 82 | 36 | — | —  | — | Love vs. Money                             |
| 2021                                                                                                  | "Where I Belong" (Busta Rhymes com participação de Mariah Carey)                  | —  | —  | — | —  | — | Extinction Level Event 2: The Wrath of God |
| 2021                                                                                                  | "Somewhat Loved" (Jam & Lewis com participação de Mariah Carey)                   | —  | —  | 9 | —  | — | Jam & Lewis: Volume One                    |
| "—" denota itens que não conseguiram entrar nas tabelas musicais ou não foram lançados no território. |                                                                                   |    |    |   |    |   |                                            |

## Como parte de um grupo
| 1998                                                                                                  | "(You Make Me Feel Like) A Natural Woman" (como parte de The Divas)      | —  | —  | —  | —  | —  | —  | —  | VH1 Divas Live       |
| 2001                                                                                                  | "What More Can I Give" (como parte de The All Stars com Michael Jackson) | —  | —  | —  | —  | —  | —  | —  | Não incluso em álbum |
| 2008                                                                                                  | "Just Stand Up!" (como parte de Artists Stand Up to Cancer)              | 11 | 27 | 39 | 10 | 19 | —  | 26 | Não incluso em álbum |
| 2010                                                                                                  | "Everybody Hurts" (como parte de Helping Haiti)                          | —  | —  | 28 | 59 | 17 | 16 | 1  | Não incluso em álbum |
| "—" denota itens que não conseguiram entrar nas tabelas musicais ou não foram lançados no território. |                                                                          |    |    |    |    |    |    |    |                      |

## Singlespromocionais
| 1991                                                                                                  | "Till the End of Time"                                    | —  | —  | —  | —  | — | —  | —   | —  | —  |                           | Emotions                                 |
| 1994                                                                                                  | "Jesus Born on This Day"                                  | —  | —  | —  | —  | — | —  | —   | —  | —  |                           | Merry Christmas                          |
| 1996                                                                                                  | "O Holy Night"                                            | —  | —  | —  | 70 | — | —  | 191 | 31 | —  | - RIAA: Ouro - FIMI: Ouro | Merry Christmas                          |
| 1998                                                                                                  | "Whenever You Call" (comBrian McKnight)                   | —  | —  | —  | —  | — | —  | —   | —  | —  |                           | #1's                                     |
| 1998                                                                                                  | "Do You Know Where You're Going To (Theme from Mahogany)" | —  | —  | —  | —  | — | —  | —   | —  | —  |                           | #1's                                     |
| 2001                                                                                                  | "Last Night a DJ Saved My Life"                           | —  | —  | —  | —  | — | —  | —   | —  | —  |                           | Glitter                                  |
| 2001                                                                                                  | "Lead the Way"                                            | —  | —  | —  | —  | — | —  | —   | —  | —  |                           | Glitter                                  |
| 2002                                                                                                  | "Yours"                                                   | —  | —  | —  | —  | — | —  | —   | —  | —  |                           | Charmbracelet                            |
| 2002                                                                                                  | "My Saving Grace"                                         | —  | —  | —  | —  | — | —  | —   | —  | —  |                           | Charmbracelet                            |
| 2002                                                                                                  | "The One"                                                 | —  | —  | —  | —  | — | —  | —   | —  | —  |                           | Charmbracelet                            |
| 2003                                                                                                  | "U Like This" (Megamix)                                   | —  | —  | 38 | —  | — | —  | —   | —  | —  |                           | Não incluso em álbum                     |
| 2010                                                                                                  | "100%"                                                    | —  | —  | —  | —  | — | —  | —   | —  | —  |                           | AT&T Team USA Soundtrack                 |
| 2010                                                                                                  | "One Child"                                               | —  | —  | —  | —  | — | —  | —   | —  | —  |                           | Merry Christmas II You                   |
| 2010                                                                                                  | "All I Want for Christmas Is You (Extra Festive)"         | 35 | —  | —  | 80 | — | 30 | —   | —  | 82 |                           | Merry Christmas II You                   |
| 2012                                                                                                  | "Christmas Time Is in the Air Again"                      | —  | —  | —  | —  | — | —  | —   | —  | —  |                           | Merry Christmas II You                   |
| 2014                                                                                                  | "Thirsty"                                                 | —  | —  | —  | —  | — | —  | —   | —  | —  |                           | Me. I Am Mariah... The Elusive Chanteuse |
| 2017                                                                                                  | "Infamous" (com Jussie Smollett)                          | —  | —  | —  | —  | — | —  | —   | —  | —  |                           | Empire: Original Soundtrack Season 3     |
| 2017                                                                                                  | "The Star"                                                | —  | 23 | —  | —  | — | —  | —   | —  | —  |                           | The Star                                 |
| 2017                                                                                                  | "Lil Snowman"                                             | —  | —  | —  | —  | — | —  | —   | —  | —  |                           | All I Want for Christmas Is You          |
| 2018                                                                                                  | "GTFO"                                                    | —  | —  | —  | —  | — | —  | —   | —  | —  |                           | Caution                                  |
| 2018                                                                                                  | "The Distance" (com participação de Ty Dolla $ign)        | —  | —  | —  | —  | — | —  | —   | —  | —  |                           | Caution                                  |
| "—" denota itens que não conseguiram entrar nas tabelas musicais ou não foram lançados no território. |                                                           |    |    |    |    |   |    |     |    |    |                           |                                          |

## Outras canções que entraram nas tabelas
| 1993                                                                                                  | "Héroe"                                                                              | —  | —  | —  | 40 | —  | —  | —   | —  | —  | —  |                              | Music Box                                |
| 1994                                                                                                  | "Silent Night"                                                                       | —  | —  | —  | —  | —  | —  | —   | 98 | —  | —  |                              | Merry Christmas                          |
| 1994                                                                                                  | "Christmas (Baby Please Come Home)"                                                  | —  | —  | 20 | —  | —  | —  | —   | 26 | 50 | 87 | - RIAA: Platina - ARIA: Ouro | Merry Christmas                          |
| 1994                                                                                                  | "Santa Claus Is Comin' to Town"                                                      | —  | —  | 45 | —  | —  | 26 | 142 | —  | —  | —  | - RIAA: Ouro                 | Merry Christmas                          |
| 1994                                                                                                  | "Hark! The Herald Angels Sing" / "Gloria (In Excelsis Deo)"                          | —  | —  | 54 | —  | —  | —  | —   | —  | —  | —  | - RIAA: Ouro                 | Merry Christmas                          |
| 1995                                                                                                  | "When I Saw You"                                                                     | —  | —  | —  | —  | —  | —  | —   | —  | —  | —  |                              | Daydream                                 |
| 1997                                                                                                  | "Fly Away (Butterfly Reprise)"                                                       | —  | 13 | —  | —  | —  | —  | —   | —  | —  | —  |                              | Butterfly                                |
| 2002                                                                                                  | "Irresistible (Westside Connection)" (com participação de Westside Connection)       | —  | —  | —  | —  | 81 | —  | —   | —  | —  | —  |                              | Charmbracelet                            |
| 2003                                                                                                  | "What Would You Do" (com Shade Sheist e Nate Dogg)                                   | —  | —  | —  | —  | 57 | —  | —   | —  | —  | —  |                              | Não incluso em álbum                     |
| 2005                                                                                                  | "Mine Again"                                                                         | —  | —  | —  | —  | 73 | —  | —   | —  | —  | —  |                              | The Emancipation of Mimi                 |
| 2008                                                                                                  | "Migrate" (com participação de T-Pain)                                               | 92 | —  | —  | —  | 95 | —  | —   | —  | —  | —  |                              | E=MC²                                    |
| 2008                                                                                                  | "I'm That Chick"                                                                     | —  | —  | —  | —  | 82 | —  | —   | —  | —  | —  |                              | E=MC²                                    |
| 2009                                                                                                  | "Betcha Gon' Know (The Prologue)"                                                    | —  | —  | —  | —  | —  | —  | —   | —  | —  | —  |                              | Memoirs of an Imperfect Angel            |
| 2009                                                                                                  | "Candy Bling"                                                                        | —  | —  | —  | —  | —  | —  | —   | —  | —  | —  |                              | Memoirs of an Imperfect Angel            |
| 2010                                                                                                  | "Santa Claus Is Coming to Town" (Intro)                                              | —  | —  | —  | —  | —  | —  | —   | —  | —  | —  |                              | Merry Christmas II You                   |
| 2010                                                                                                  | "O Little Town of Bethlehem" / "Little Drummer Boy"                                  | —  | —  | —  | —  | —  | —  | —   | —  | —  | —  |                              | Merry Christmas II You                   |
| 2010                                                                                                  | "The First Noel" / "Born Is the King" (Interlude)                                    | —  | —  | —  | —  | —  | —  | —   | —  | —  | —  |                              | Merry Christmas II You                   |
| 2010                                                                                                  | "Here Comes Santa Claus (Right Down Santa Claus Lane)" / "Housetop Celebration"      | —  | —  | —  | —  | —  | —  | —   | —  | —  | —  |                              | Merry Christmas II You                   |
| 2010                                                                                                  | "Charlie Brown Christmas"                                                            | —  | —  | —  | —  | —  | —  | —   | —  | —  | —  |                              | Merry Christmas II You                   |
| 2010                                                                                                  | "O Come, All Ye Faithful" / "Hallelujah Chorus" (com participação de Patricia Carey) | —  | —  | —  | —  | —  | —  | 93  | —  | —  | —  |                              | Merry Christmas II You                   |
| 2014                                                                                                  | "Cry."                                                                               | —  | —  | —  | —  | —  | —  | 50  | —  | —  | —  |                              | Me. I Am Mariah... The Elusive Chanteuse |
| 2014                                                                                                  | "Faded"                                                                              | —  | —  | —  | —  | —  | —  | 63  | —  | —  | —  |                              | Me. I Am Mariah... The Elusive Chanteuse |
| 2014                                                                                                  | "Dedicated" (com participação de Nas)                                                | —  | —  | —  | —  | —  | —  | 60  | —  | —  | —  |                              | Me. I Am Mariah... The Elusive Chanteuse |
| 2014                                                                                                  | "Money ($ * / ...)" (com participação de Fabolous)                                   | —  | —  | —  | —  | —  | —  | 99  | —  | —  | —  |                              | Me. I Am Mariah... The Elusive Chanteuse |
| 2014                                                                                                  | "One More Try"                                                                       | —  | —  | —  | —  | —  | —  | 90  | —  | —  | —  |                              | Me. I Am Mariah... The Elusive Chanteuse |
| 2014                                                                                                  | "It's a Wrap" (com participação de Mary J. Blige)                                    | —  | —  | —  | —  | —  | —  | 100 | —  | —  | —  |                              | Me. I Am Mariah... The Elusive Chanteuse |
| 2014                                                                                                  | "Betcha Gon' Know" (com participação de R. Kelly)                                    | —  | —  | —  | —  | —  | —  | 67  | —  | —  | —  |                              | Me. I Am Mariah... The Elusive Chanteuse |
| 2020                                                                                                  | "Sleigh Ride"                                                                        | —  | —  | —  | —  | —  | 25 | —   | —  | —  | —  |                              | Mariah Carey's Magical Christmas Special |
| 2021                                                                                                  | "We Belong Together" (Mimi's Late Night Valentine's Mix)                             | —  | —  | —  | —  | —  | —  | —   | —  | —  | —  |                              | Não incluso em álbum                     |
| "—" denota itens que não conseguiram entrar nas tabelas musicais ou não foram lançados no território. |                                                                                      |    |    |    |    |    |    |     |    |    |    |                              |                                          |

1. ↑  "What Would You Do" é uma versão alternativa de "If We", inclusa em Glitter.